# (10215) Lavilledemirmont
(10215) Lavilledemirmont (1997 SQ) – planetoida z pasa głównego asteroid okrążająca Słońce w ciągu 5,13 lat w średniej odległości 2,97 j.a. Odkryta 20 września 1997 roku.